# Charlie McDermott
Charles Joseph "Charlie" McDermott Jr., född 6 april 1990 i West Chester, Pennsylvania, är en amerikansk skådespelare.

## Filmografi i urval
- 2008 – Frozen River
- 2008 – The Office (TV-serie, avsnittet "Student")
- 2008 – Sex Drive
- 2009–2018 – The Middle (TV-serie) (215 avsnitt)
- 2019 – Unbelievable (miniserie, tre avsnitt)